# Jonas von Bobbio
Jonas von Bobbio (* um 600 in Susa (Piemont); † nach 659) war ein Mönch und Hagiograph.
Im Jahre 618 trat er in die von Columbanus dem Jüngeren gegründete Abtei Bobbio ein, wo er bald aufgrund seiner für die damalige Zeit beachtlichen literarischen Fähigkeiten Sekretär der Äbte Atalla († 626) und Bertulf († 639), Nachfolger des irischen Gründers, wurde. 628 begleitete er Abt Bertulf nach Rom. Dieser beauftragte Jonas von Bobbio, eine Vita des Heiligen Columbanus zu schreiben. Diese ist als Vita Columbani erhalten.